# Arapuã
Arapuã est une municipalité brésilienne située dans l'État du Paraná.